# Rối loạn giấc ngủ nhịp sinh học
Rối loạn giấc ngủ nhịp sinh học (CRSD) theo (tiếng Anh: Circadian rhythm sleep disorders), một rối loạn về giấc ngủ, ảnh hưởng (trong số các quá trình khác của cơ thể) thời gian ngủ. Những người bị rối loạn giấc ngủ theo nhịp sinh học không thể đi ngủ và thức dậy vào những thời điểm thường cần thiết cho công việc và trường học cũng như nhu cầu xã hội. Họ thường có thể ngủ đủ giấc nếu được phép ngủ và thức giấc vào những thời điểm theo "đồng hồ cơ thể". Chất lượng giấc ngủ của họ thường là bình thường trừ khi họ cũng có rối loạn giấc ngủ khác.
Con người, giống như hầu hết các sinh vật khác, có nhịp sinh học khác nhau. Nhịp điệu sinh học hàng ngày, thường được gọi là đồng hồ cơ thể hoặc đồng hồ sinh học, điều khiển các quá trình tái diễn hàng ngày, ví dụ: nhiệt độ cơ thể, sự tỉnh táo, và sự bài tiết hormone cũng như thời gian ngủ. Do đồng hồ sinh học, buồn ngủ không tăng liên tục trong suốt cả ngày; sự đòi hỏi của một người và khả năng đi ngủ bị ảnh hưởng cả bởi khoảng thời gian kể từ khi người đó thức giấc từ một giấc ngủ đầy đủ và nhịp điệu sinh học hàng ngày nội bộ. Do đó, cơ thể người đã sẵn sàng cho giấc ngủ và cho sự tỉnh táo vào những thời điểm tương đối cụ thể trong ngày.
Nhà nghiên cứu về giấc ngủ Yaron Dagan tuyên bố rằng: "những rối loạn này có thể dẫn tới những khó khăn về tâm lý và chức năng và thường bị chẩn đoán sai và điều trị không chính xác vì trên thực tế các bác sĩ không biết về sự tồn tại của chúng".

## Các loại

### Ảnh hưởng bên ngoài
Một trong những rối loạn này là ảnh hưởng từ bên ngoài hoặc do hoàn cảnh:
- Rối loạn giấc ngủ do làm ca, ảnh hưởng đến những người làm việc ban đêm hoặc thay đổi ca luân phiên.
- Trước đây,[2] thay đổi múi giờ (jet lag), được phân loại như một rối loạn nhịp điệu sinh học ngoại vi.

### Ảnh hưởng nội tại
Bốn loại rối loạn giấc ngủ nội tại:
- Rối loạn giai đoạn ngủ đến sớm (ASPD), hay hội chứng giai đoạn ngủ đến sớm (ASPS), đặc trưng bởi khó thức vào buổi tối (đi ngủ rất sớm) và khó tiếp tục ngủ vào buổi sáng (dậy rất sớm).
- Rối loạn giấc ngủ bị trì hoãn (DSPD), hay hội chứng rối loạn giấc ngủ bị trì hoãn (DSPS), đặc trưng bởi thời gian đi ngủ rất trễ, thường là vài giờ sau nửa đêm và khó khăn thức dậy vào buổi sáng, thời gian tỉnh táo tối đa thường vào giữa đêm.
- Nhịp điệu ngủ thức không đều đặn, có giấc ngủ với giờ giấc rất không đều đặn và thường là hơn hai lần mỗi ngày (thường xuyên thức dậy vào ban đêm và ngủ trưa trong ngày) nhưng với thời gian ngủ tổng thể cho tuổi của người đó.
- Rối loạn ngủ thức-không-24 giờ, trong đó giấc ngủ của cá nhân bị ảnh hưởng xảy ra muộn hơn và muộn hơn mỗi ngày, với thời gian tỉnh táo tối đa cũng liên tục di chuyển theo đồng hồ từ ngày này sang ngày khác.

## Nhịp điệu sinh học hàng ngày bình thường

Các đặc trưng điển hình của nhịp sinh học bình thường, bao gồm cả giờ đi ngủ vào lúc 22 giờ.

Trong số những người có đồng hồ sinh học lành mạnh, có một sự liên tục của loại người sống về ban ngày, những người thích ngủ và dậy sớm và những người sống về ban đêm, những người thích ngủ muộn vào ban đêm và thức dậy trễ. Cho dù họ dạy sớm hay ngủ trễ, những người có hệ thống sinh học hàng ngày bình thường:
- Có thể thức dạy kịp thời để làm những gì họ cần làm vào buổi sáng, và ngủ vào ban đêm đúng giờ để ngủ đủ giấc trước khi thức dậy.
- Có thể ngủ và thức dậy vào cùng một thời điểm mỗi ngày, nếu muốn.
- Sau khi bắt đầu một thói quen mới đòi hỏi họ phải dậy sớm hơn bình thường, bắt đầu buồn ngủ vào ban đêm sớm hơn trong vòng vài ngày. Ví dụ: một người thường ngủ lúc 1 giờ sáng và thức dậy lúc 9 giờ sáng bắt đầu công việc mới vào thứ Hai và phải thức dậy lúc 6 giờ sáng để sẵn sàng làm việc. Vào thứ Sáu sau đó, người đó đã bắt đầu ngủ vào khoảng 10 giờ đêm, và có thể thức dậy lúc 6 giờ sáng và cảm thấy thoải mái. Sự thích ứng với thời gian ngủ / thức dậy sớm hơn này được gọi là "thúc đẩy giai đoạn ngủ." Người khỏe mạnh có thể dời giai đoạn ngủ sớm hơn của họ khoảng một giờ mỗi ngày.

Các nhà nghiên cứu đã đặt tình nguyện viên trong các hang động hoặc căn hộ đặc biệt trong vài tuần mà không có đồng hồ hoặc các tín hiệu thời gian khác. Không có tín hiệu thời gian, các tình nguyện viên có xu hướng đi ngủ một giờ trễ hơn và thức dậy cũng khoảng một giờ trễ hơn mỗi ngày. Những thí nghiệm này dường như chứng minh rằng nhịp sinh học "tự do" ở con người là khoảng 25 giờ. Tuy nhiên, các tình nguyện viên này được phép điều chỉnh ánh sáng nhân tạo và ánh sáng vào buổi tối gây ra một sự chậm trễ pha. Nghiên cứu gần đây cho thấy người lớn ở mọi lứa tuổi hoạt động tự do ở mức trung bình 24 giờ và 11 phút. Để duy trì chu kỳ ngày / đêm 24 giờ, đồng hồ sinh học cần các tín hiệu thời gian môi trường thông thường hoặc các phản ánh nhiệt độ, ví dụ như mặt trời mọc, hoàng hôn, và thói quen hàng ngày. Dấu hiệu thời gian giữ đồng hồ sinh học bình thường của con người phù hợp với những người khác trên thế giới.

## Nhịp điệu sinh học hàng ngày bất thường
Rối loạn thức ngủ-không-24 giờ và các rối loạn giấc ngủ nhịp điệu sinh học liên tục khác được cho là do khả năng không thích hợp để thiết lập lại chu kỳ ngủ / thức trong phản ứng với các tín hiệu thời gian của môi trường. Đồng hồ sinh học của các cá nhân này có thể có chu kỳ dài bất thường, và/hoặc có thể không đủ nhạy với tín hiệu thời gian.
Những người bị DSPD (Delayed sleep phase disorder: rối loạn giai đoạn ngủ bị trì hoãn), phổ biến hơn nhóm rối loạn thức ngủ-không-24 giờ,có điều chỉnh với 24 giờ tự nhiên, nhưng không thể ngủ được và thức dậy vào những thời điểm thích hợp xã hội, thay vào đó ngủ, ví dụ từ 4 giờ sáng đến trưa. Theo các bác sĩ Cataletto và Hertz tại WebMD, "Sự thay đổi hoặc phá vỡ sự nhạy cảm đối với zeitgebers có lẽ là nguyên nhân phổ biến nhất gây ra rối loạn nhịp sinh học" 
Các bất thường nhịp điệu sinh học cũng rất phổ biến với bệnh ADHD, đặc biệt là dưới dạng chứng mất ngủ khi bắt đầu ngủ. Các điều này liên quan đến di truyền học bằng những phát hiện đa hình ở những gen chung giữa những người có liên quan đến ADHD và những người có liên quan đến nhịp sinh học  và tỷ lệ cao DSPD ở những người có ADHD , tuy nhiên không có mối quan hệ đặc biệt hay hiệu ứng nào đưa tới đã được chứng minh.
Vào ngày 1 tháng 10 năm 2005, các mã chẩn đoán rối loạn giấc ngủ nhịp sinh học đã được thay đổi từ nhóm 307 sang nhóm 327 trong Cẩm nang Chẩn đoán và Thống kê rối loạn tâm thần (Diagnostic and Statistical Manual of Mental Disorders), ấn bản lần thứ 4, (DSM-IV-TR). DSM cập nhật để phù hợp với Phân loại quốc tế về bệnh tật (ICD-9). Các mã mới phản ánh sự di chuyển của các rối loạn này từ phần Rối loạn tâm thần (Mental) tới phần thần kinh (Neurological) trong ICD.

## Điều trị
Có thể điều trị rối loạn giấc ngủ nhịp điệu qua các phương thức:
- Liệu pháp hành vi hoặc lời khuyên về vệ sinh giấc ngủ nơi bệnh nhân được khuyên tránh ngủ trưa, caffeine và các chất kích thích khác. Họ cũng nên được cho biết là không nên nằm trên giường vì bất cứ lý do gì ngoài giấc ngủ và tình dục.[10]
- Liệu pháp bóng tối, ví dụ như dùng kính chắn màu xanh, được sử dụng để ngăn ánh sáng bước sóng xanh và xanh xanh lục không lọt tới mắt vào buổi tối để sản xuất melatonin không bị giảm hoặc bị loại bỏ.[11]
- Các loại thuốc như melatonin và modafinil (Provigil), hoặc các chất trợ giúp ngủ ngắn hạn hoặc chất kích thích khác làm cho thức có thể có lợi; chất đầu là là một neurohormone tự nhiên chịu trách nhiệm một phần và với số lượng rất nhỏ cho đồng hồ cơ thể của con người. Thuốc chủ vận melatonin Tasimelteon, tên thương mại Hetlioz, đã được chấp nhận ở Mỹ chỉ để điều trị rối loạn giấc ngủ-không-24 giờ ở những người hoàn toàn mù[12][13].
- Thời khắc liệu pháp (Sleep phase chronotherapy]) giai đoạn ngủ có thể làm cho bệnh nhân ngủ sớm hơn dần dần hoặc trì hoãn giờ đi ngủ đến đạt được giờ ngủ mong muốn.[13]